# 东华土家族苗族乡
东华土家族苗族乡或称东华乡，是中华人民共和国贵州省铜仁市思南县一个已撤销的民族乡。
2013年时，下辖联江社区、老林村、紫黄沟村、东瓜溪村、跳溪村、紫槽村、汪家寨村、核桃坝村、洞口村、沙溪坝村、翟家坝村、大水溪村、大城坨村、炉岩村、燕子阡村。2014年3月15日，贵州省人民政府批复同意撤销东华土家族苗族乡，将其所辖行政区域划归鹦鹉溪镇。